# Růžena Kroutilová-Librová
Růžena Kroutilová-Librová, křtěná Růžena, Žofie, provdaná Librová, (28. května 1884 Valašské Meziříčí – 19. prosince 1974 Praha) byla česká farmaceutka a feministka; první vystudovaná magistra farmacie na Univerzitě Karlově v Praze. Stala se roku 1909 po Elze Fantové druhou ženou v Čechách, která dosáhla vysokoškolského farmaceutického vzdělání.

## Život
Narodila se ve Valašském Meziříčí v rodině c.k. gymnaziálního profesora Františka Jana Kroutila a jeho ženy Žofie roz. Pokorné. Po absolvování měšťanské školy studovala chemické obory v Brně. Absolvovala tříletou praxi v lékárně v Blansku.
Poté nastoupila ke studiu farmacie na Univerzitě Karlově v Praze. Až do roku 1900 docházely dívky na přednášky na hospitační studium (bez statutu řádné posluchačky); v roce 1900 bylo novým zákonem dívkám umožněno skládat zkoušky za celou dosavadní dobu studia, řádné studium mohly ženy nastoupit až se vznikem Československa roku 1918. Kroutilová odpromovala roku 1909 a získala titul PhMr.
Po absolutoriu univerzity si otevřela vlastní lékárnu ve Valašském Meziříčí. Byla rovněž činná v České lékárenské společnosti. Posléze se provdala jako Librová a své lékárnické praxe zanechala.
Zemřela 19. prosince 1974 v Praze ve věku 90 let.